# Prykolna kazka
Prykolna kazka (ukrainska: Прикольна казка, estniska: Isemoodi muinasjutt) är en ukrainsk-estnisk sagofilm från 2008. Filmen regisserades av Roman Sjyrman och handlar om två krigförande länder, vars prinsessa och unga kung blir kära i varandra.
Filmen hade premiär i Kiev den 29 februari 2008, i resten av Ukraina 4 december 2008 och i Estland den 28 november 2009.

## Handling
Handlingen utspelar sig i två grannländer – det krigande kungariket och det olyckliga kungariket – och handlar om unga älskare, lömska intrigörer och galna krigare. Invånarna i det krigiska kungariket kämpar oupphörligt och meningslöst, de i det olyckliga kungariket klagar över sitt olyckliga öde. Liksom i sagan blir prinsessan av det olyckliga kungariket kär i den unge kungen av det krigiska kungariket. Efter stora äventyr får de sällskap av Ödet, som spelas av en liten magisk tjej. Till slut inser krigsministern att det är mycket bättre att rädda en person än att förstöra honom, prinsessan finner kärleken, den lömska spionen får det straff han förtjänar. Kungadömena börjar leva i fred, välstånd och lycka.

## Rollista
- Olena Alimova – prinsessan av det olyckliga kungariket
- Georgi Delijev – krigsminister i krigarriket
- Olga Molokanova – lärare
- Vladislav Troitsky – kung av det olyckliga kungariket
- Denis Rodnjanski – den unge kungen av Warrior Kingdom
- Olenka Kozyr – tjej
- Merle Palmiste – drottning av det olyckliga kungariket
- Boris Barski – officer i krigarriket
- Oksana Malasjenkova – häxans hemliga agent Esmeralda von Garmishpartenkirschen
- Madis Kalmet – Kock
- Margus Prangel – bödel
- Artem Sucharjev – adjutant
- Kirilo Tibajev – prins av det olyckliga kungariket

## Produktion
Filmen producerades av estniska Interfilm Production Studio och Ukrainas statliga filmkommitté i samarbete med Baltic Film Production och Exitfilm med en budget på 5 miljoner hryvnia.
Filmen spelades in på olika platser i Estland, däribland i och runt Kuressaare slott i Saaremaa, i Tallinns gamla stadstorn, på Gustav Adolfs Gymnasium i Tallinn, Rakvere slott, Sagadi herrgård och Palmse herrgård och Käsmu i Lääne-Virumaa samt Keila vattenfall i Harjumaa.